# William Saliba
William Alain André Gabriel Saliba (ur. 24 marca 2001 w Bondy) – francuski piłkarz pochodzenia kameruńsko-libańskiego, występujący na pozycji obrońcy w angielskim klubie Arsenal oraz w reprezentacji Francji. Srebrny medalista Mistrzostw Świata 2022. Półfinalista Mistrzostw Europy 2024.

## Kariera klubowa
W wieku 6 lat Saliba dołączył do klubu AS Bondy, gdzie jego trenerem był ojciec Kyliana Mbappé. Początkowo występował na pozycji napastnika lub też defensywnego pomocnika. Następnie trafił do FC Montfermeil, zaś w 2016 związał się z AS Saint-Étienne, gdzie kontynuował grę na szczeblu młodzieżowym. 30 maja 2018 podpisał swój pierwszy profesjonalny kontrakt z klubem. 25 września tego samego roku zadebiutował w zespole seniorów, wychodząc w podstawowym składzie na wygrany 3:2 ligowy mecz z Toulouse. 23 kwietnia 2019 podpisał nową umowę, na mocy której miał pozostać w zespole do czerwca 2023.
25 lipca 2019 Saliba podpisał długoterminowy kontrakt z angielskim klubem Arsenal, jednak od razu został wysłany na roczne wypożyczenie z powrotem do Saint-Étienne.
Po powrocie z wypożyczenia, Saliba został ponownie odesłany, tym razem na 6-miesięczne wypożyczenie 4 stycznia 2021 roku do Francuskiego klubu OGC Nice. Spędził potem kolejny rok na wypożyczeniu tym razem w klubie Olympique Marsylia.
W końcu po powrocie z tego wypożyczenia Saliba stał się kluczową postacią formacji defensywnej Arsenalu, rozgrywając świetny sezon 2022/2023, który niestety przerwała kontuzja pleców 16 marca 2023 roku. Od tej pory William Saliba nie był już dostępny do końca sezonu. W następnym sezonie Saliba spisał się rewelacyjnie, gdzie razem z jego kolegą ze środka obrony Gabrielem Magalhães, stworzył jeden z najlepszych duetów środkowych obrońców na świecie. W sezonie 2023/2024 William Saliba został jedynym piłkarzem Premier League, który rozegrał wszystkie mecze w pełnym wymiarze czasowym. William Saliba został wybrany do najlepszej jedenastki Premier League za sezon 2023/2024. W tym momencie był postrzegany jako jeden z najlepszych środkowych obrońców na świecie.

## Kariera reprezentacyjna
Saliba ma za sobą liczne występy w młodzieżowych zespołach narodowych. W reprezentacji Francji do lat 18 kilkukrotnie zdarzało mu się pełnić funkcję kapitana. W 2019 roku miał wraz z kadrą do lat 20 wziąć udział w młodzieżowych Mistrzostwach Świata, ale ostatecznie z gry wyeliminowała go kontuzja, wobec czego w jego miejsce powołano Jeana-Claira Todibo.

## Statystyki kariery klubowej
(aktualne na dzień 18 stycznia 2021)
| Saint-Étienne        | 2018/19            | Ligue 1            | 16 | 0 | 2 | 0 | 1 | 0 | – | – | – | – | 19 | 0 |
| Saint-Étienne (wyp.) | 2019/20            | Ligue 1            | 12 | 0 | 3 | 0 | 0 | 0 | 2 | 0 | – | – | 17 | 0 |
| Arsenal              | 2020/21            | Premier League     | 0  | 0 | 0 | 0 | 0 | 0 | 0 | 0 | – | – | 0  | 0 |
| Nice (wyp.)          | 2020/21            | Ligue 1            | 3  | 0 | 0 | 0 | 0 | 0 | – | – | – | – | 3  | 0 |
| Ogólnie w karierze   | Ogólnie w karierze | Ogólnie w karierze | 31 | 0 | 5 | 0 | 1 | 0 | 2 | 0 | 0 | 0 | 39 | 0 |

## Życie prywatne
Przodkowie Saliby pochodzą z Kamerunu.